# Эрнандес, Педро Пабло
Пе́дро Па́бло Эрна́ндес (исп. Pedro Pablo Hernández; род. 24 октября 1986 года, Сан-Мигель-де-Тукуман) — чилийский футболист, атакующий полузащитник.

## Биография
Эрнандес родился в аргентинском Сан-Мигель-де-Тукуман и в детстве был зачислен в юношескую команду «Расинга» из Авельянеды. В 2005 году, в возрасте 19 лет, он вернулся в родной город. Не произведя впечатления на скаутов клуба «Сан-Мартин», Эрнандес отправился в стан их конкурентов — «Атлетико Тукуман». На взрослом уровне игрок дебютировал в 2006 году, а после двух сезонов за «Атлетико» перебрался в уругвайский «Расинг» (Монтевидео).
7 августа 2009 года Эрнандес перешёл в «Дефенсор Спортинг». Свой дебютный матч он сыграл 23 августа против «Атенаса» (5:1), а первый гол забил неделю спустя в ворота «Сентраль Эспаньол» (4:0).
1 июля 2010 года американский «Ди Си Юнайтед» официально объявил об аренде Эрнандеса. Несмотря на регулярное появление в основе, игрок предпочел досрочно покинуть клуб 7 января следующего года и перейти в «Архентинос Хуниорс» спустя месяц.
В июле 2013 года Эрнандес перешёл в чилийский «О’Хиггинс». В том сезоне он сыграл 18 матчей и забил 7 голов, в том числе важнейший гол в ворота «Универсидад Католика» в выигранном финале первенства. Эрнандес также отыграл все матчи за свой клуб в Кубке Либертадорес-2014, но чилийцы вылетели на групповой стадии.
26 июня 2014 года Эрнандес покинул Чили и отправился в «Сельту» по договору на четыре года за 1.6 мле евро. Свой дебютный матч он провел 30 августа, заменив Нолито на 85-й минуте матча против «Кордобы» (1-1).
Свой первый гол в Примере Эрнандес забил 20 сентября в игре против «Атлетико Мадрид» (2-2).
Эрнандес родился в Аргентине, но имеет гражданство Чили, поэтому имел возможность выбирать, за сборную какой страны он сможет выступать. В 2003 году он решил выступать за Чили.
Впервые Эрнандес был вызван в сборную Чили в январе 2014 года на товарищеские матчи против Коста-Рики тренером Хорхе Сампаоли. 22 января 2014 года он дебютировал за сборную.
В июне 2014 года Эрнандес был включен в расширенную заявку сборной Чили на Чемпионат мира в Бразилии, но получил травму и пропустил турнир. В ноябре 2014 года он сыграл в товарищеском матче против Венесуэлы.

## Титулы и достижения
- Чемпион Чили (1): Ап. 2013
- Обладатель Суперкубка Чили (1): 2014
- Обладатель Кубка банка Суруга (1): 2018
- Победитель Кубка Америки (1): 2016